# Муйский Гигант

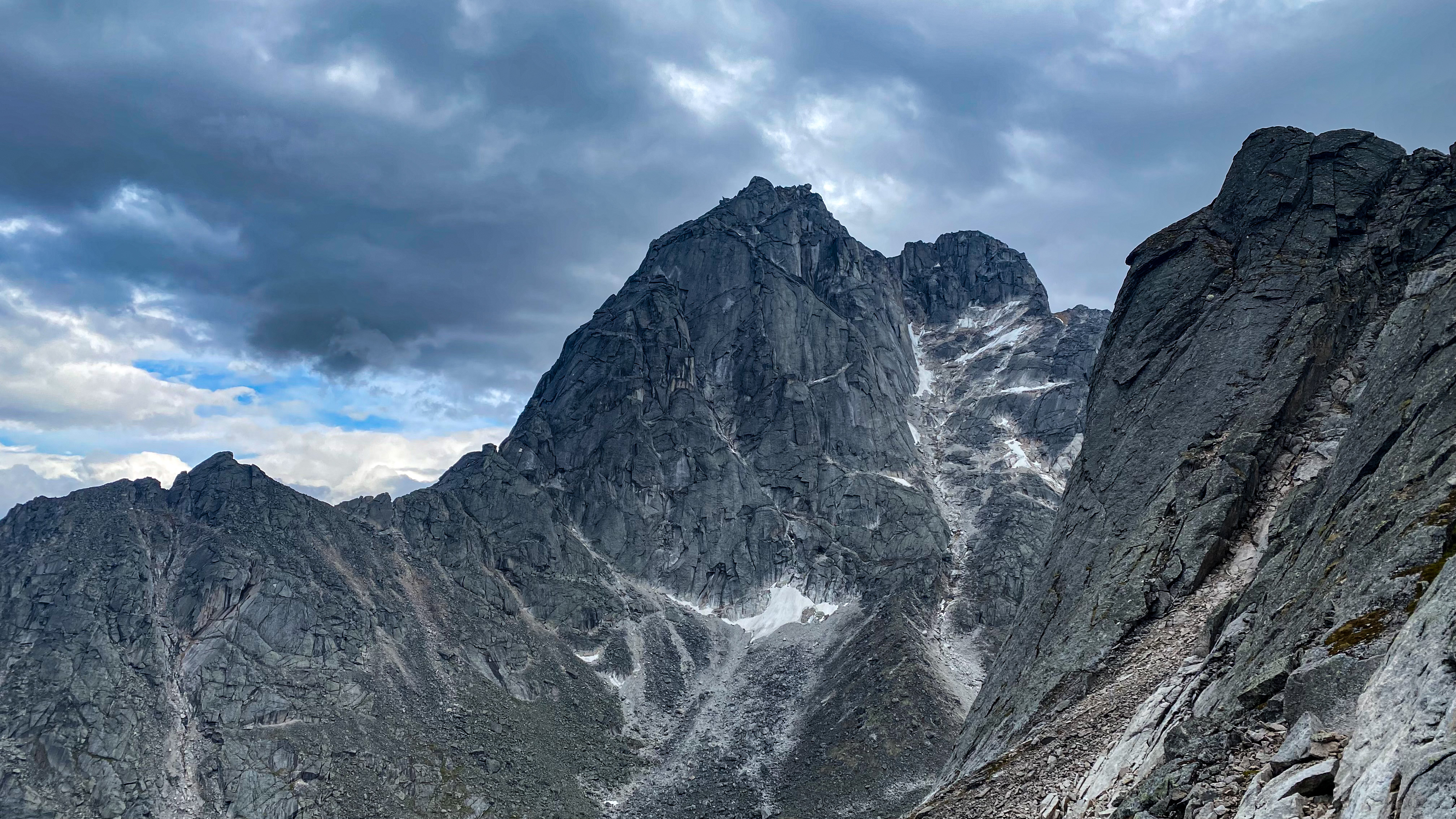
Главная вершина с перевала Сибирь, хорошо просматривается начало классического маршрута 4А

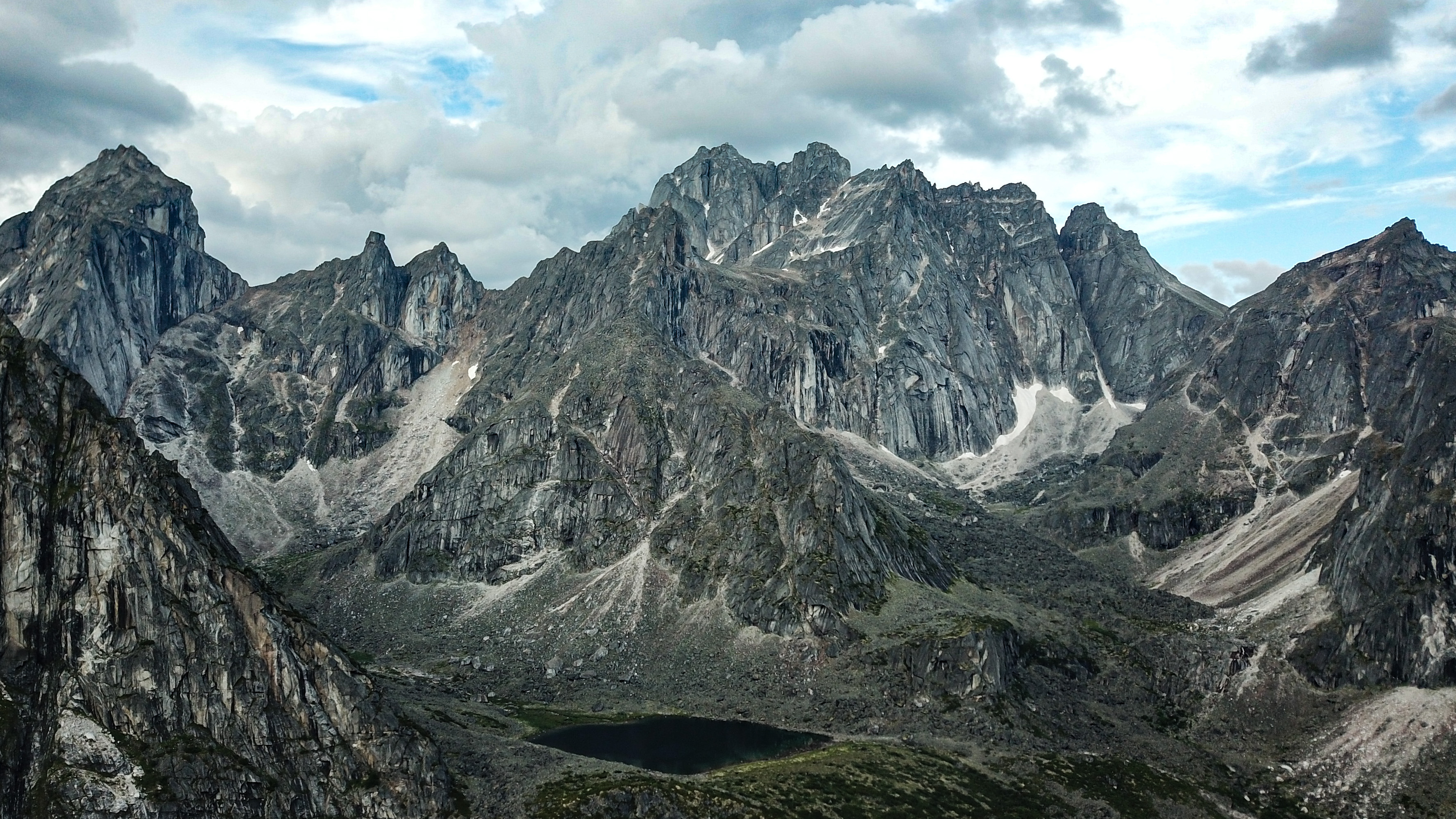
Массив Муйского Гиганта с Запада, вид на Главную 3067 и Южную вершину 3040.

Му́йский Гига́нт — горная вершина в северо-восточном Забайкалье, высшая точка Южно-Муйского хребта. Находится в Муйском районе Бурятии, в 45 км к юго-западу от райцентра, пгт Таксимо. Высота главной вершины  — 3067 м, южной вершины - 3040 м.
Муйский Гигант находится в коротком отроге осевого хребта. С юго-восточных склонов массива горы стекает река Бамбукой, левый приток Бамбуйки (левый приток Витима). С северо-западных склонов осевого Южно-Муйского хребта берут своё начало реки Правая Шуринда и Дялтукта (правые притоки Муи). 
Впервые высшая вершина Южно-Муйского хребта упоминается в отчётах экспедиции ЦСТЭ 1978 года как пик Спартак (в честь спортивного общества, членами которого были участники экспедиции). При этом положение этой вершины обозначено на топографических картах того времени намного севернее - в том месте, где сегодня обозначен пик Пирамида Соловьёва (2730 м). Вершина Муйского Гиганта на тех картах отметки высоты не имела. 
Первое восхождение на Муйский Гигант было совершено 8 июля 1993 года группой НИИЖТ под руководством известного новосибирского туриста и альпиниста Александра Ивановича Кузьминых. Его маршрут по западной стене вершины сегодня считается классическим (4А). 
Первое восхождение на южную вершину 3040 м  совершено 8 августа 2023 года  по западной стене группой под руководством  Евгения Глазунова, в составе Павла Ткаченко и Ивана Шильникова. 
Первое и единственное восхождение на Муйский Гигант зимой совершено группой под руководством Сергея Якунина из Читы в 2006 году по классическому маршруту. 
Пройдены также маршруты по восточной стене - В.С. Рыжий, 4А к. сл. 1994 г.
20-22 июля 2004 года Андрей Афанасьев, Баир Хандажапов, Павел Михалев прошли первопроход с 2 ночевками по СВ контрфорсу 5Б к. сл. – IV место на Чемпионате России в классе первопрохождений.
В 2005 году Братья Студневы также с 2 ночевками на стене прошли первопроход по СВ стене "Ciao Victor": 33 lg, TD (5c fr. obl.) ~24H/900m